# Creosota
La creosota es un compuesto químico carbonoso derivado del fraccionamiento de diversos tipos de breas y la pirólisis de materiales de origen vegetal, como la madera o los combustibles fósiles como la hulla preferentemente a temperaturas comprendidas entre 900 y 1200 °C. El fraccionamiento mencionado se realiza entre 180 y 400 °C. Generalmente se utilizan como conservantes o antisépticos.
La norma IRAM 9512 la define así: "Producto que consiste en una mezcla de compuestos destilados del alquitrán de hulla, libre de cualquier mezcla de aceite de petróleo o de aceites no derivados del alquitrán de hulla". Fue descubierta por Carl Reichenbach en 1833 y patentada por John Berthell en Inglaterra en el año 1838. 
La composición es muy variada en función de las distintas utilizaciones.
La principal propiedad son sus cualidades biocidas para los agentes causantes del deterioro de la madera, la cual se protege impregnándola con el producto mediante proceso que habitualmente se realiza en un autoclave y que se denomina creosotado.
Igualmente se caracteriza por ser un subproducto de la combustión de la leña, el cual se adhiere principalmente en las paredes interiores de los cañones (caños) de las estufas y chimeneas que utilizan este combustible.

## La creosota como preservante de maderas

### Obtención de la creosota
Para una descripción somera de cómo se produce industrialmente la creosota, podemos indicar que la hulla es un carbón mineral de la era primaria (Carbonífero). Una vez extraída, se la introduce en un horno para coquificarla, obteniéndose por una parte coque (que se utiliza en los altos hornos de las acerías), y por otra vapores que llegan a un condensador de brea. De ese condensador, además de brea se obtienen gases, que sometidos a distintos procesos industriales dan como productos finales el sulfato de amonio, la piridina, etc. Esta brea pasa a la destilería, y de su fraccionamiento se obtiene: aceite de naftalina, aceite de antraceno, aceite fenolado, aceite de lavado y brea. La mezcla de los cuatro primeros en las proporciones requeridas para cumplir con la norma IRAM conforma el producto conocido como creosota.

### Forma de utilización de la creosota
El método de creosotado se usa hace más de 150 años para tratar y preservar maderas expuestas a la intemperie. Ha sido usado, y aún se usa en países donde la legislación no lo ha prohibido, de forma masiva. Supone pues un problema a nivel medioambiental por la dificultad de erradicación de su uso y sustitución por otros tratamientos
El producto obtenido como se explica en el punto anterior se debe aplicar en autoclave por método presión-vacío-temperatura. De esta forma se abren los poros de la madera consiguiendo que el producto penetre dentro en mayor medida. La creosota evita el ataque de los hongos y bacterias que afectan la madera expuesta al aire libre y enterrada, siendo los más frecuentes en la destrucción de la misma los siguientes: 
Polipourus sanguineus - Poria saporaria - Grifola sulphurea - Fuscoporia laevigata - Polysatictus sanguineus - Ganoderma applanatum - Polyporus versicolor - Daedalea quercinea - Poria - Coniophora cerebella

### Ventajas de la creosota como preservante de maderas
- Dado su carácter oleoso no penetra en la tierra y por lo tanto es difícil que contamine los acuíferos.
- En caso de exudar (lo que solo ocurre durante un breve tiempo y solo si después del tratamiento no se lo deja orear el tiempo indispensable) no se extiende más de 50 milímetros del contorno del poste o estaca.
- Por su característica físico-química de sustancia orgánica neutra no ataca los metales que se introduzcan en la estructura de la madera, clavos, tornillos, bulones, alambres, etc., y por ser oleosa los protege de la humedad del ambiente evitando su oxidación.
- Garantiza una duración que va como mínimo de 30 años hasta 50 años según las condiciones ambientales a las que está expuesta.
- Es un tratamiento a poro respirar a la madera, permite la hidratación de la madera, por ello los elementos tratados con creosota no se rajan.
- A pesar de contener elementos altamente cancerígenos, en condiciones normales de uso es levemente tóxica según la clasificación dada por el I.A.S.C.A.V., actualmente S.E.N.A.S.A. (Argentina). [cita requerida]
- La creosota es un producto biodegradable, lo que facilita la posterior utilización de la madera retirada del servicio.

### Sustitutos de la creosota
En la actualidad se usan sales metálicas, principalmente sales cúpricas, para el tratamiento de la madera expuesta a la intemperie. El tratamiento se realiza de forma similar: una vez seca la madera (nivel de humedad recomendado 10-15 %) se aplican en autoclave por método presión-vacío-temperatura las sales metálicas. La madera así tratada tiene un característico color verdoso, especialmente intenso en las zonas de mayor exudación.

## La creosota como subproducto de desecho de la combustión de leña
Se produce como un subproducto de la combustión de la leña (que al ser quemada produce ácido acético y piroleñoso; los cuales al combinarse con la humedad expedida en el proceso, forman la Creosota). este desecho se adhiere principalmente en las paredes interiores de los cañones (caños), y en los conductos de la cámara de combustión de las estufas que utilizan este combustible.
Su presencia en los cañones y conductos provoca que el proceso de encendido de la estufa sea lento y tedioso, al dificultarse el poder lograr una buena combustión e impidiendo el correcto funcionamiento de la estufa. 
Para evitar su formación, cada vez que recargue leña se debe utilizar la estufa con la entrada de aire en posición máxima durante varios minutos; con lo cual la leña rápidamente cambia su estado de carbón y se queman los vapores.  Igualmente se debe usar sólo leña seca, y se debe evitar que exista filtración de agua al equipo entre las uniones exteriores de los cañones de la estufa o chimeneas.
Para el caso de utilizar estufas a leña en lugares muy fríos, el encamisado de los cañones de la chimenea es fundamental para evitar que se dificulte el tiraje y con ello baje la temperatura del cañón (una baja temperatura del cañón provoca que este se tapone con hollín, ya que cuando el caño está caliente no se endurece la creosota.
Igualmente existen productos químicos (como el Polvo Deshollinador) que permiten prevenir la acumulación de creosota (no eliminarla si esta en exceso). El producto se aplica en la cámara de fuego cuando la cámara y el cañón se encuentran bien calientes.  El quemado del producto genera un humo gris que reseca y desprende la resina y el hollín, generado la caída de la misma.

## Peligros del contacto y/o uso de la creosota

### Tratamiento del desecho de maderas creosotadas
No hay ningún tratamiento químico que neutralice la creosota de la madera. La madera creosotada debe ser desechada y quemada en hornos especiales. Si se quema a la intemperie, los gases de la combustión de la madera impregnada con creosota se liberan a la atmósfera, incluidos compuestos tóxicos como el benzopireno que contiene, contaminando el ambiente.

### Prohibición de su uso en la UE
Tras quedar probado su potencial cancerígeno, la Unión Europea prohibió la comercialización y uso de la creosota como conservante de la madera.
La Comisión Europea ha adoptado una directiva prohibiendo la comercialización de creosota como producto conservante para la madera. Esta decisión ha sido tomada tras la realización de un estudio por parte de una comisión científica de la Unión Europea, en el que queda probado que la creosota tiene un mayor potencial cancerígeno de lo que se pensaba anteriormente. La prohibición, que entró en vigor a partir del 30 de junio de 2003 como fecha tope, también es aplicable a las maderas tratadas con creosota. La creosota podrá seguir utilizándose en aplicaciones industriales, por ejemplo en traviesas para las vías y postes telegráficos, pero con nuevos parámetros en su composición.
La creosota es una mezcla de sustancias que se obtiene a partir de un proceso de destilación de la brea. Una de ellas, el benzopireno (BaP), se utiliza como fijador en el compuesto resultante. La calificación del BaP como sustancia cancerígena no se produce en aquellos casos en los que su concentración es inferior a 50 partes por millón.
La nueva directiva protege a los consumidores y refuerza en gran medida las restricciones sobre el uso industrial de la madera tratada a base de creosota, a través de una reducción a la décima parte de los contenidos permitidos de BaP respecto a la regulación actual. También garantiza que este tipo de madera no se utilizará cuando exista un riesgo de contacto frecuente con la piel del usuario o consumidor, como ocurre, por ejemplo, en mobiliario de jardín.